# Космическая археология
В археологии, космическая археология — это научное исследование различных антропогенных объектов, благодаря которым можно узнать, какой опыт приобрел человек в космосе, и сохранить их в качестве культурного наследия.
Предметами исследования выступают стартовые комплексы на Земле, орбитальный мусор, спутники, а также объекты и структуры на других небесных телах, в частности на Марсе. Космическая археология также изучает область применения объекта культурного наследия, которая оценивает значимость космических площадок и объектов с точки зрения национальных и международных законов об охране объектов культурного наследия. Управление объектами культурного наследия включает рассмотрение следующих вопросов: что именно является артефактами новейшей истории, каким образом и почему их следует сохранить для будущих поколений.

## Культурное наследие
Космический туризм может в будущем повлиять на археологические артефакты, например, на Луне. Все более распространенным становится мнение о том, что объекты культурного наследия находятся под угрозой, и необходимо предпринять активные действия, чтобы предотвратить их повреждение или разрушение. Возможно артефакты (например, устаревшие космические станции) можно было бы сохранить на «музейной орбите». Многие из подобных артефактов были утеряны, потому что их не признали и не оценили. Специалисты заявляют, что преемственность и связь с прошлым являются неотъемлемыми элементами выживания в современном мире. Была предложена модель международного сотрудничества, разработанная на основе договора об Антарктике. Возможные последствия сотрудничества вызывают интерес и у антропологов.
Новым направлением в этой области стала разработка технологии, с помощью которой можно распознать признаки жизни или технологий на других планетах, или следы пребывания пришельцев на Земле. Одним из аспектов данной работы является использование спутников для распознавания структур археологического значения.

## Спутники
Спутники будут выступать в качестве ключевых элементов в исследовании долговременного взаимодействия человека и космоса и влияния, которое мы оказываем через объекты, созданные руками человека. За прошедшие годы на орбиту запустили ряд спутников, включая:
Авангард-1 — Запущенный в 1958 году, искусственный спутник Авангард-1 является старейшим спутником на орбите. В 1964 году связь с Авангард-1 была потеряна, но спутник выполнял несколько различных функций, включая получение геодезических измерений и осуществление контроля за состоянием и функционированием компонентов комплекса.
Астерикс-1 — Предназначался, в первую очередь, для испытания ракеты-носителя Диамант-А; Астерикс-1 был первым французским спутником, запущенным в космос. Период передачи Астерикса-1 оказался очень коротким и составил 2 дня, но спутник остается на орбите и, ожидается, что он пробудет там еще не один век.
Скайнет 1А — Скайнет 1А был запущен над Индийским океаном в 1969 году, он обеспечивал связь для вооруженных сил Ближнего Востока. Скайнет 1А больше не функционирует, но приблизительный срок его службы составляет более чем 1 миллион лет.
Космос 2222 — Космос 2222 был запущен в 1992 году и предназначался для определения мест запусков баллистических ракет. Срок его службы составляет 4 года, но Космос и корпус его ракеты по-прежнему находятся на орбите.
Спутники — это лишь один пример нескольких следов человека, которые мы оставляем в этом мире и за его пределами.

## Правовые вопросы
Когда международно-правовые структуры рассматривают данные площадки как объекты культурного наследия, возникают некоторые сложности и неясность. Как следствие в ближайшем будущем они могут подвергнуться воздействию различных космических полетов. Харрисон Шмитт и Нил Армстронг, астронавты, которые в рамках программы Аполлон высаживались на Луну, в общих чертах описали юридическое положение.
В качестве регулирующего закона о Луне и других небесных телах выступает Договор о космосе, вступивший в силу в 1967 году разработанный на основе директивных материалов об исследовании Антарктики. Другим источником идей стало Морское право. Договор о космосе содержит положения о том, что космические объекты остаются под юрисдикцией исходного государства, гражданское и уголовное право государства управляют частными лицами, как на Луне, так и во время мероприятий, влекущих за собой подобную деятельность. Частные лица обязаны информировать общественность о сути и результатах своей деятельности.
В 1979 году многие государства, имеющие свою космическую программу, подписали, но при этом не ратифицировали Соглашение о деятельности государств на Луне и других небесных телах. Шмитт и Армстронг уверены, что отказ многих стран ратифицировать договор связан с несогласием со следующей формулировкой Луна и ее природные ресурсы являются общим наследием человечества, что по возможности исключает частную предпринимательскую деятельность, а также с возражениями против формулировки о разрушении современного состояния окружающей среды.

## Предпосылки и история
В 1999 году во время семинара молодых специалистов в Государственном Университете Нью-Мексико Ральф Гибсон задал вопрос: «Применим ли федеральный закон сохранения культурного наследия к Луне?» Результатом этого вопроса стали диссертация Гибсона «Лунная археология: применение федерального закона сохранения исторического культурного наследия к месту, где человек впервые ступил на поверхность Луны», грант от Космической Стипендиальной Комиссии Нью-Мексико и создание проекта «Лунное наследие».
В 2006 году Доктор О’Лири совместно с Кетрин Слик, лицом ответственным за сохранение исторического наследия в штате Нью-Мексико, и Музеем Космической истории Нью-Мексико, объявили Базу Спокойствия Аполлона-11 археологическим памятником на Луне. Некоторые юридические аспекты этой работы уже стали известны.
Лунный орбитальный зонд, миссия которого не сводилась только к археологическим исследованиям, сделал снимки всех посадочных площадок Аполлона, а также обнаружил местонахождение первого Лунохода-1, потерянного еще в 1971 году (примечание: согласно снимкам все американские флаги, оставленные на луне во время миссии Аполлон, по-прежнему находятся на своих местах, за исключением флага, оставленного во время миссии Аполлон-11, который унесло во время взлета корабля с поверхности Луны и возвращения командного модуля на лунную орбиту; степень сохранности и повреждения флагов неизвестна).
Основываясь на идеях британского астронома-любителя Ника Хоуса, была созвана команда экспертов для того, чтобы попытаться определить точное местонахождение Лунного модуля, известного под названием «Снупи», из миссии Аполлон-10, который был запущен во время миссии и, согласно предположениям, на данный момент находится на гелиоцентрической орбите.